# 服部陽介
服部 陽介（はっとり ようすけ、1967年3月8日 - ）は、日本のフリーアナウンサー。ファーストキャスト（個人事務所）代表。メディア・スタッフ及びプロダクション・エースと業務提携。

## 略歴
神奈川県鎌倉市出身。関東学院大学経済学部卒業後、(株)新潟放送アナウンス部入社。同社を退社後、フリーアナウンサーとなる。レポーター、司会、キャスター、ニュースデスクから、ナレーター、ラジオパーソナリティ、声優・俳優としての出演まで幅広く活動。また、「滑舌」「フリートーク」「ラジオ演習」「ナレーション」などの実習を中心に、専門学校や養成機関の講師として後進の指導にも力を注ぐ。

## 活動歴

### 放送局勤務
（アナウンス部、報道部等）
- BSN新潟放送（正社員）　※1989年～1995年
- 文化放送（嘱託）　※2004年～2007年
- ニッポン放送（嘱託）　※2007年～2014年
- J-WAVE（嘱託）　※2014年～

### レポーター
- TBS「2時っチャオ!」「きょう発プラス!」「ベストタイム」レポーター
- TBS「モーニングEye」「フレッシュ!」専属レポーター
- テレビ朝日「ワイド!スクランブル」レポーター
- NHK-BS「産物列島」レポーター

他、情報番組等のレポーター多数

### 司会
- 「ユニチカサマーキャンペーンガールオーディション」MC
- TBSチャンネル「お笑い超特急ライブ」総合MC
- 世界空手道連盟主催～全空手道WORLDカップ式典MC
- 「青梅マラソン前夜祭ウェルカムパーティー」

他、式典・行事・イベント等のMC・司会多数

### キャスター
- ITSCOM（旧東急ケーブルテレビ）「いっつ365」メインキャスター
- ITSCOM「選挙特番」「防災特番」など報道・情報系番組のメインキャスター
- 明治安田生命「セールス研修用番組」メインキャスター
- ホンダプリモ「販売店用番組」メインキャスター
- BSNテレビ「情報ジャイアント」メインキャスター

他、各種キャスター、アンカーマン多数

### ナレーター
- クロレッツ「スッキリガム総選挙」WEB
- MSDアニマルヘルス「エグゾルト」WEB
- 日本テレビ「マイボス・マイヒーロー」「喰いタン」「喰いタン2」特番
- TOKYO MX「全国高校ラグビー東京大会ハイライト」
- ラジオCM「伊勢丹」「亀田製菓」「日本旅行」「アーリータイムス」
- テレビCM「トヨタ自動車（のび太オリンピックへ行く編）」「ミサワホーム」
- BSNテレビ「東京カムカム」「ニュースワイド」「中央競馬ダイジェスト」
- 企業VP「NEC」「ファイザー製薬」「日興コーディアル証券」「JR東日本ウォータービジネス」

他、番組・CM・VP等のナレーション多数

### ラジオパーソナリティ
- TOKYO FM「エモーショナルビート」パーソナリティ
- NHKデジタルラジオ「パルナスの丘」パーソナリティ
- ニッポン放送「有楽町情報ライブラリー」パーソナリティ
- NRN系全国ネット「ぽっぷん王国ミュージックスタジアム」新潟パーソナリティ
- BSNラジオ「はればれワイドにっこり大放送」「お昼はいただき、ごっくんNOW」パーソナリティ

他、ラジオへの出演多数

### 俳優・声優
- 映画「嫌われ松子の一生」ニュースキャスター役
- テレビ朝日「松本清張 黒革の手帖」パーティー司会者役
- テレビ朝日「相棒」ニュースキャスター役
- 洋画「年上の女」「セレブリティ」

他、俳優としての出演、声の出演（吹き替え・ボイスオーバー）多数

### 講師
- アミューズメントメディア総合学院 声優学科 講師
- プロダクション・エース 演技研究所 講師